# Dammanahalli, Krishnarajanagara
Dammanahalli là một làng thuộc tehsil Krishnarajanagara, huyện Mysore, bang Karnataka, Ấn Độ.